# 马来亚人民抗日军
马来亚人民抗日军（缩写为MPAJA）是活跃于1942年—1945年马来亚日占时期的一个准军事化组织。该组织主要由华裔游击队员组成，是马来亚抗日组织中最大的一个。该组织于1941年12月18日日本入侵马来亚时成立，被认为是联合马来亚共产党、英国殖民政府及马来亚地区在日本占领下各种抗日组织尝试。虽然马来亚人民抗日军与马来亚共产党在官方上是不同的组织，但许多抗日军的领导层几乎都是华裔共产主义者担任，因而被视为马来亚共产党实际上的一个武装派别。在马来亚紧急状态期间，马来亚共产党与英属马来亚殖民政府公开对立，许多脱离抗日军的游击队员后来加入马来亚共产党。